# Girolamo Colonna (cardinale 1604)
Girolamo Colonna (Orsogna, 23 marzo 1604 – Finale Ligure, 4 settembre 1666) è stato un cardinale e arcivescovo cattolico italiano, oltre che un membro della famiglia principesca dei Colonna nel ramo di Paliano.

## Biografia
Figlio di Filippo Colonna e di Lucrezia Tomacelli-Cybo, succedette al padre nella gestione dei feudi della famiglia nel 1639, nonostante fosse in vita il primogenito Federico (1601-1641). In seguito alla morte di questi amministrò i feudi assieme al fratello minore Marcantonio V Colonna.
Il 7 febbraio 1628, a soli ventitré anni, venne insignito del titolo di cardinale diacono di Sant'Agnese in Agone, che a sua volta fu in seguito sostituito dai titoli di Santa Maria in Cosmedin (27 giugno 1639), di Sant'Angelo in Pescheria (14 marzo 1644), di Sant'Eustachio (12 dicembre 1644), di San Silvestro in Capite (23 settembre 1652), di Santa Maria in Trastevere (9 giugno 1653), di San Lorenzo in Lucina (21 aprile 1659).
Il 30 agosto 1643 fu nominato arcivescovo di Bologna. Il 21 novembre 1661 tornò nel Lazio assumendo il titolo di cardinale vescovo della Sede suburbicaria di Frascati. Ebbe inoltre l'incarico di arciprete della basilica di San Giovanni in Laterano.
I suoi titoli nobiliari erano: VII duca e principe di Paliano, V duca di Tagliacozzo, IV duca di Marino, gran connestabile del Regno di Napoli, conte di Ceccano, marchese di Cave, signore di Genazzano, Anticoli, Vico, Giuliano, Rocca di Papa, Rocca di Cave, Pofi, Ripi, ed altre terre, ma nel 1641 vi rinunciò in favore del fratello minore Marcantonio V Colonna. 
Il cardinal Colonna ha patrocinato la costruzione di molte strutture nei suoi feudi fuori Roma: per sua volontà furono iniziati nel 1640 i lavori della Basilica di San Barnaba a Marino; poco dopo quelli per la Villa della Sirena a Frattocchie e per la cosiddetta "Villa del Cardinale" a Rocca di Papa, in località Palazzolo a picco sul Lago Albano; infine anche i lavori per la Collegiata di Rocca di Papa.

## Genealogia episcopale e successione apostolica
La genealogia episcopale è:
- Cardinale Guillaume d'Estouteville, O.S.B.Clun.
- Papa Sisto IV
- Papa Giulio II
- Cardinale Raffaele Riario
- Papa Leone X
- Papa Paolo III
- Cardinale Francesco Pisani
- Cardinale Alfonso Gesualdo
- Papa Clemente VIII
- Cardinale Pietro Aldobrandini
- Cardinale Laudivio Zacchia
- Cardinale Antonio Barberini, O.F.M.Cap.
- Cardinale Girolamo Colonna

La successione apostolica è:
- Patriarca Giovanni Battista Colonna (1636)
- Vescovo Girolamo Binago, C.O. (1637)
- Arcivescovo Bonaventura d'Avalos, O.S.A. (1643)
- Patriarca Egidio (Carlo) Colonna, O.S.B. (1644)
- Cardinale Niccolò Albergati-Ludovisi (1645)
- Cardinale Francesco Barberini (1645)
- Vescovo Ottavio Poderico (1647)
- Arcivescovo Gabriel Adarzo de Santander, O. de M. (1654)
- Vescovo Francisco Antonio Díaz de Cabrera (1660)
- Arcivescovo Ambrosio Ignacio Spínola y Guzmán (1665)

## Ascendenza
|                                             |                     |                                          | Genitori                                           |  |  | Nonni |  |  | Bisnonni                    |  |  | Trisnonni                                |  |
|                                             |                     |                                          |                                                    |  |  |       |  |  | Fabrizio Colonna di Paliano |  |  | Marcantonio Colonna, III duca di Paliano |  |
|                                             |                     |                                          |                                                    |  |  |       |  |  | Fabrizio Colonna di Paliano |  |  | Marcantonio Colonna, III duca di Paliano |  |
|                                             |                     | Felice Orsini                            |                                                    |  |  |       |  |  | Fabrizio Colonna di Paliano |  |  |                                          |  |
| Marcantonio III Colonna, IV duca di Paliano |                     |                                          |                                                    |  |  |       |  |  | Fabrizio Colonna di Paliano |  |  |                                          |  |
|                                             |                     | Anna Borromeo                            | Gilberto II Borromeo, VII conte di Arona           |  |  |       |  |  |                             |  |  |                                          |  |
|                                             |                     | Anna Borromeo                            | Gilberto II Borromeo, VII conte di Arona           |  |  |       |  |  |                             |  |  |                                          |  |
|                                             |                     | Anna Borromeo                            | Taddea dal Verme                                   |  |  |       |  |  |                             |  |  |                                          |  |
| Filippo I Colonna, VI duca di Paliano       |                     | Anna Borromeo                            |                                                    |  |  |       |  |  |                             |  |  |                                          |  |
|                                             |                     | Fabio Damasceni                          | …                                                  |  |  |       |  |  |                             |  |  |                                          |  |
|                                             |                     | Fabio Damasceni                          | …                                                  |  |  |       |  |  |                             |  |  |                                          |  |
|                                             |                     | Fabio Damasceni                          | …                                                  |  |  |       |  |  |                             |  |  |                                          |  |
| Felice Orsina Peretti-Damasceni             |                     | Fabio Damasceni                          |                                                    |  |  |       |  |  |                             |  |  |                                          |  |
|                                             |                     | Maria Felice Mignucci Peretti            | Giambattista Mignucci                              |  |  |       |  |  |                             |  |  |                                          |  |
|                                             |                     | Maria Felice Mignucci Peretti            | Giambattista Mignucci                              |  |  |       |  |  |                             |  |  |                                          |  |
|                                             |                     | Maria Felice Mignucci Peretti            | Camilla Peretti                                    |  |  |       |  |  |                             |  |  |                                          |  |
| Girolamo Colonna                            |                     | Maria Felice Mignucci Peretti            |                                                    |  |  |       |  |  |                             |  |  |                                          |  |
|                                             | Silvestro Tomacelli | …                                        |                                                    |  |  |       |  |  |                             |  |  |                                          |  |
|                                             | Silvestro Tomacelli | …                                        |                                                    |  |  |       |  |  |                             |  |  |                                          |  |
|                                             | Silvestro Tomacelli | …                                        |                                                    |  |  |       |  |  |                             |  |  |                                          |  |
| Girolamo Tomacelli                          | Silvestro Tomacelli |                                          |                                                    |  |  |       |  |  |                             |  |  |                                          |  |
|                                             |                     | Barbara Brisac                           | …                                                  |  |  |       |  |  |                             |  |  |                                          |  |
|                                             |                     | Barbara Brisac                           | …                                                  |  |  |       |  |  |                             |  |  |                                          |  |
|                                             |                     | Barbara Brisac                           | …                                                  |  |  |       |  |  |                             |  |  |                                          |  |
| Lucrezia Tomacelli                          |                     | Barbara Brisac                           |                                                    |  |  |       |  |  |                             |  |  |                                          |  |
|                                             |                     | Paolo Ruffo, conte di Sinopoli           | Giovanni Ruffo, conte di Sinopoli                  |  |  |       |  |  |                             |  |  |                                          |  |
|                                             |                     | Paolo Ruffo, conte di Sinopoli           | Giovanni Ruffo, conte di Sinopoli                  |  |  |       |  |  |                             |  |  |                                          |  |
|                                             |                     | Paolo Ruffo, conte di Sinopoli           | Petrucella Cerino                                  |  |  |       |  |  |                             |  |  |                                          |  |
| Ippolita Ruffo                              |                     | Paolo Ruffo, conte di Sinopoli           |                                                    |  |  |       |  |  |                             |  |  |                                          |  |
|                                             |                     | Diana Carafa, signora di Fiumara di Muro | Giovanni Cesare Carafa, signore di Fiumara di Muro |  |  |       |  |  |                             |  |  |                                          |  |
|                                             |                     | Diana Carafa, signora di Fiumara di Muro | Giovanni Cesare Carafa, signore di Fiumara di Muro |  |  |       |  |  |                             |  |  |                                          |  |
|                                             |                     | Diana Carafa, signora di Fiumara di Muro | Giovanna Spadafora                                 |  |  |       |  |  |                             |  |  |                                          |  |
|                                             |                     | Diana Carafa, signora di Fiumara di Muro |                                                    |  |  |       |  |  |                             |  |  |                                          |  |